# Anton Hegner
Anton Hegner (født 2. marts 1861, død 4. december 1915) var en danskfødt cellist og komponist, der fra 1893 boede i New York.
Hans ældre broder, Ludvig Albert Hegner var kontrabassist i Det Kongelige Kapel, og dennes søn Louis Alexander Hegner (1876-1968) og sønnesøn Louis Oscar Hegner (1897-1967) var ligeledes kontrabassister. Det samme var en tredje bror, der spillede i Hovkapellet i Stockholm.
Anton Hegner begyndte sin musikalske løbebane som violinist, men skiftede over til cello og blev uddannet på Det Kongelige Danske Musikkonservatorium 1879. De næste år virkede han som sanglærer bl.a. på Borgerdydskolen og som medlem af forskellige teaterorkestre (Casino og Dagmarteatret), men han optrådte også som solist og forsøgte forgæves at konkurrere sig til en plads i Det Kongelige Kapel. Da det svigtede tog han i stedet på en turne, der bl.a. bragte ham til Berlin. Der blev han tilbudt pladsen som 1. cellist i New York Symphony Orchestra, som på den tid var ledet af dirigenten Walter Damrosch.
Imidlertid udviklede hans første optræden med orkestret sig til en skandale. Musikernes fagforening havde en aftale om, at alle der skulle optages i orkestret skulle bo i USA ½ år før de kunne komme ind. Så da Damrosch slog an til åbningsakkorden, var der ikke en af musikerne, der spillede en tone. Denne strejkehistorie bredte sig over hele USA, og var måske medvirkende til at Anton Hegners karriere fik en hurtig start. Man ville se giraffen. I hvert fald blev han boende i USA og spillede bl.a. med berømte pianister og som cellist i Brodsky strygekvartetten.
Flere gange var han dog tilbage i Europa og spillede der for og sammen med medlemmer af det engelske, danske og russiske hof. Ved en af de lejligheder blev han udnævnt til ridder af Dannebrog i 1902.

## Musikken
Allerede før sin afrejse til USA havde Hegner skrevet en del mindre musikstykker. Hans værk består mest af musik for hans eget instrument, men også nogle sange og enkelte orkesterværker.
- To- og trestemmige Sange til Skolebrug; Samt Tillæg: 12 enstemmige Sange (1887)
- op. 2 Romance for Violin (orkester eller klaver – 1900)
- op. 3 Elegie pour Violoncelle avec Accompagnement de Piano
- op. 4 To Sange
- op. 6 Tre Sange af St. C. for en Syngestemme med Pianoforte
- op. 7 Sange af Kommandör Wm. Carstensen
- op. 12 Concert Variations for Violoncello with Piano Accompaniment
- op. 13 Strygekvartet i Bb-dur
- op. 15 Jeg dömmer ej (sang og klaver)
- op. 16 Gavotte No. 1 i D-dur (cello og klaver)
- op. 21a Deux Morceaux pour Violon (Violoncelle) avec accompagnement de piano (1901)
- op. 22 Valse gracieuse (cello og klaver – 1904)
- op. 26 Sange
- op. 27 Sange
- op. 28 La Blanche (klaver – 1905)
- op. 29 Select solos for violoncello with piano accompagnement (arrangementer)
- op. 30-33 Recreations for young Cellists. Seventy-five Melodies and Instructive Exercises for Violoncello, with or without Piano Accompaniment (bog 1-3)
- I want to be a fairy (sang) 1909
- Day Dreams (Song. – 1909)
- op. 44 Tarantella napolitana (orkester)
- op. 47 American Festival Overture (orkester – 1910)
- op. 53 The Music Master (orkester – 1908)
- op. 71 Valse-Caprice (1912)
- op. 74 Amors Pranks (1912)
- operette (1915)
- 4 strygekvartetter i alt
- 2 cellokoncerter